# 1226 Голија
1226 Голија (енгл. 1226 Golia) је астероид главног астероидног појаса. Приближан пречник астероида је 16,39 ,
а средња удаљеност астероида од Сунца износи 2,581 астрономских јединица (АЈ).
Инклинација (нагиб) орбите у односу на раван еклиптике је 9,853 степени, а орбитални период износи 1514,746 дана (4,147 године). Ексцентрицитет орбите астероида износи 0,113.
Апсолутна магнитуда астероида износи 11,10 а геометријски албедо 0,238.
Астероид је откривен 22. априла 1930. године.